# 추종연
추종연(秋宗淵, 1959년~)은 대한민국의 외무공무원이다. 주콜롬비아 대사관 대한민국 대사(2011~2014, 2020~2022) 등을 지냈다.
강원특별자치도 철원 출신으로 춘천고등학교와 서울대학교 외교학과를 나왔다. 외무고시(제16회)를 통해 외교부에 들어가 주 스웨덴 대사관 1등 서기관, 주 벨기에 유럽연합(EU) 1등 서기관, 중미과장, 주 유엔 참사관, 주 아르헨티나대사관 공사, 중남미국장 등을 지내고 2011년 주 콜롬비아대사에 이어 2014년 주 아르헨티나 대사에 임명되었다.이후 2017년 국무총리비서실 국무총리외교보좌관에 임명되었으며 2020년 5월 주콜롬비아대사(특임공관장)에 임명되었다.

## 학력
- 1978년 춘천고등학교 졸업
- 1983년 서울대학교 외교학과 졸업

## 경력
- 1982년 제16회 외무고시 합격
- 1983년 1월 외무부 입부
- 1990년 1월 주멕시코 대사관 2등서기관
- 1992년 11월 주스웨덴 대사관 1등서기관
- 1997년 12월 주구주연합(EU)대표부 1등서기관
- 1998년 9월 주벨기에유럽연합 1등서기관
- 2000년 7월 외교통상부 중미과장
- 2002년 1월 주UN대표부 참사관
- 2004년 12월 주아르헨티나 대사관 공사참사관 겸 총영사
- 2008년 3월 국회사무처(외교통상통일위원회 파견)
- 2010년 1월 외교통상부 중남미국장
- 2011년 3월 주콜롬비아대사
- 2014년 10월 주아르헨티나대사
- 2017년 9월 국무총리실 외교보좌관/한-중남미 의회외교포럼 자문위원
- 2020년 5월~2022년 12월 주콜롬비아대사